# 동고트족
동고트족(라틴어: Ostrogothi 또는 Austrogothi)은 동게르만족 중 하나인 고트족-다른 일파는 서고트족이다.-의 일파(一派)로서, 로마 제국의 마지막 시기에 정치적으로 중요한 역할을 담당한 민족이다. 이들은 타키투스 시대에 비스와강 하류(下流)지방에 단일 부족 국가를 형성하고, 3세기까지 동남방으로 이동한 고트족 가운데 흑해 서북안(西北岸)에 정착한 게르만족의 일파이다. 4세기 후반 헤르만리크 밑에서 전성기를 이루고 370년경 동방으로부터 이동한 훈족의 지배 하에 들어가지만, 아틸라의 죽음에 의하여 훈 제국이 와해되자 독립하여 457년 판노니아로 이주했다. 이어서 483년 테오도리쿠스 대왕 아래서 다키아, 모에시아로 옮기고, 488년 이탈리아에 들어가 전(全)반도를 정복, 동고트 왕국을 건설하였다. 그리고 동고트 왕국은 552년 동로마에 의해 멸망당했다.

## 같이 보기
- 크림 고트인

## 참고 자료
- 이 문서에는 다음커뮤니케이션(현 카카오)에서 GFDL 또는 CC-SA 라이선스로 배포한 글로벌 세계대백과사전의 내용을 기초로 작성된 글이 포함되어 있습니다.